# Arena Armeec Sofia

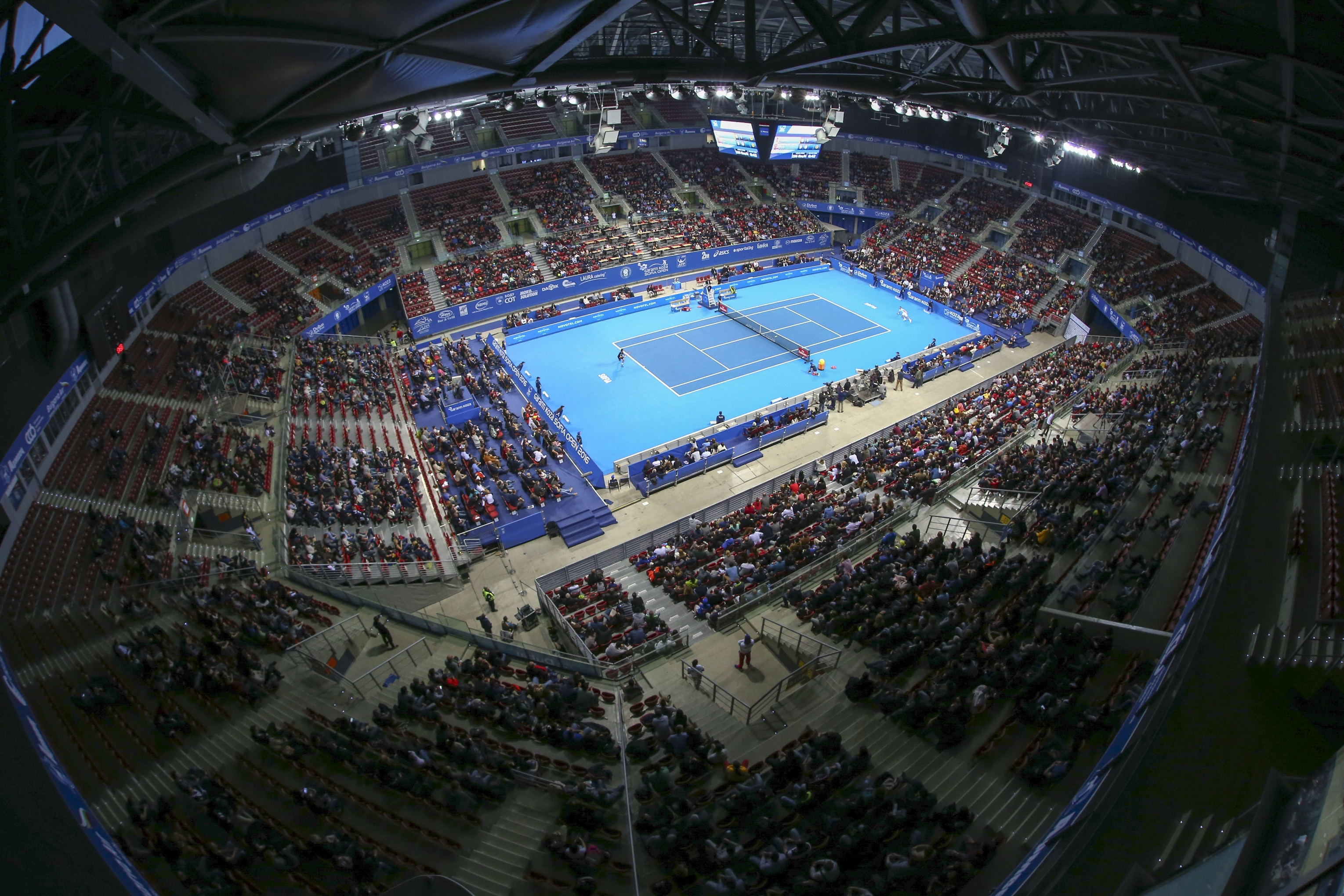
Obiekt od środka

Arena Armeec Sofia – hala widowiskowo-sportowa w Sofii, zaprojektowana przez Żeko Tiłewa, a wybudowana w latach 2009–2011 i uroczyście otwarta 30 lipca 2011 towarzyskim meczem siatkarskim Bułgaria–Serbia (3:1). Pierwotnie nosiła nazwę Arena Sofia, lecz w 2011 roku bułgarska firma ubezpieczeniowa Armeec wykupiła prawa nazewnicze.
Oficjalna pojemność jej trybun wynosi 12 373 miejsc siedzących, jednak może być ona okazjonalnie zwiększona do 15 000 miejsc podczas imprez muzycznych. W bezpośrednim sąsiedztwie znajduje się parking z 887 miejscami. Obiekt przystosowany jest dla ponad 30 dyscyplin sportowych, m.in.: koszykówki, siatkówki, futsalu, tenisa, zapasów, boksu, karate, gimnastyki artystycznej i sportowej oraz łyżwiarstwa figurowego.
W hali odbył się turniej finałowy siatkarskiej Ligi Światowej 2012, spotkania siatkarskich Mistrzostw Świata 2018, Konkurs Piosenki Eurowizji Junior 2015, a od 2016 roku rozgrywany jest męski turniej tenisowy kategorii ATP Tour 250 Sofia Open.
Na arenie występowały następujące gwiazdy światowego formatu: Bryan Adams, Deep Purple, Ennio Morricone, Enrique Iglesias, Eros Ramazotti, Europe, Goran Bregović, Iron Maiden, Jamiroquai, Jean-Michel Jarre, Jennifer Lopez, Judas Priest, Julio Iglesias, Lady Gaga, Lepa Brena, Nightwish, Plácido Domingo, Red Hot Chili Peppers, Roxette, Sarah Brightman, Scorpions, Tarja Turunen, Tom Jones, Hans Zimmer.